# Paulo Sérgio Moreina Gonçalves
Paulo Sèrgio Moreina Gonçalves, más conocido como Paulo Sèrgio (Lisboa, Portugal, 24 de enero de 1984) es un futbolista portugués que juega en el Sporting Clube Olhanense. Mide 1,68 cm y pesa 64 kg, Su demarcación en el campo suele ser de banda derecha, aunque también puede jugar en la banda izquierda. Destaca por su velocidad y regate.
Durante las categorías inferiores representó siempre al Sporting CP, en 2002/2003 fue cedido el equipo B Juventude Leonina (Filial del Sporting CP), donde quedó hasta diciembre de 2003, después fue cedido al Académica, que jugaba en la 1ª división, donde jugó 16 partidos y metió 3 goles.
En las dos temporadas siguientes, volvió a ser cedido, esta vez al Os Belenenses. En la primera temporada con el emblema de la Cruz de Cristo al pecho jugó 19 partidos y marcó 2 goles, en 2005/2006, fue más utilizado, titular en 26 partidos, pero no marcó ningún gol. En 2006/2007, es cedido una vez más, esta vez al CF Estrela da Amadora, donde jugó hasta diciembre. En 7 partidos, marcó 1 gol. En enero de 2007, fue cedido al Desportivo das Aves, también de la 1ª división, donde jugó en 14 partidos y marcó 3 goles. En 2007/2008, volvió a ser cedido, al Portimonense Sporting Clube de la 2ª división, haciendo así su estreno en la segunda división del fútbol portugués. En 26 partidos, la mayoría de titular, rubricó 2 goles.
En verano de 2008 llegó a un acuerdo con la UD Salamanca, pero en la 2009/10 se le rescinde el contrato y ficha por el Sporting Clube Olhanense.
Ha sido internacional sub-21 portugués, selección en la cual ha jugado 11 partidos y ha marcado 4 goles.

## Clubes
| Club                                 | País     | Año       | PJ | Goles |
| ------------------------------------ | -------- | --------- | -- | ----- |
| Académica (Cedido)                   | Portugal | 2003-2004 | 16 | 3     |
| Os Belenenses (Cedido)               | Portugal | 2004-2005 | 19 | 2     |
| Os Belenenses (Cedido)               | Portugal | 2005-2006 | 26 | 0     |
| CF Estrela da Amadora (Cedido)       | Portugal | 2006-2007 | 7  | 1     |
| Desportivo das Aves (Cedido)         | Portugal | 2007      | 14 | 3     |
| Portimonense Sporting Clube (Cedido) | Portugal | 2007-2008 | 26 | 0     |
| Unión Deportiva Salamanca            | España   | 2008-2010 | 21 | 1     |
| Sporting Clube Olhanense             | Portugal | 2008-2010 | 26 | 2     |